# 2-Amino-2-(2-metilenciklopropil)sirćetna kiselina
2-Amino-2-(2-metilenciklopropil)sirćetna kiselina je antagonist glutamatnog receptora.